# 나보나

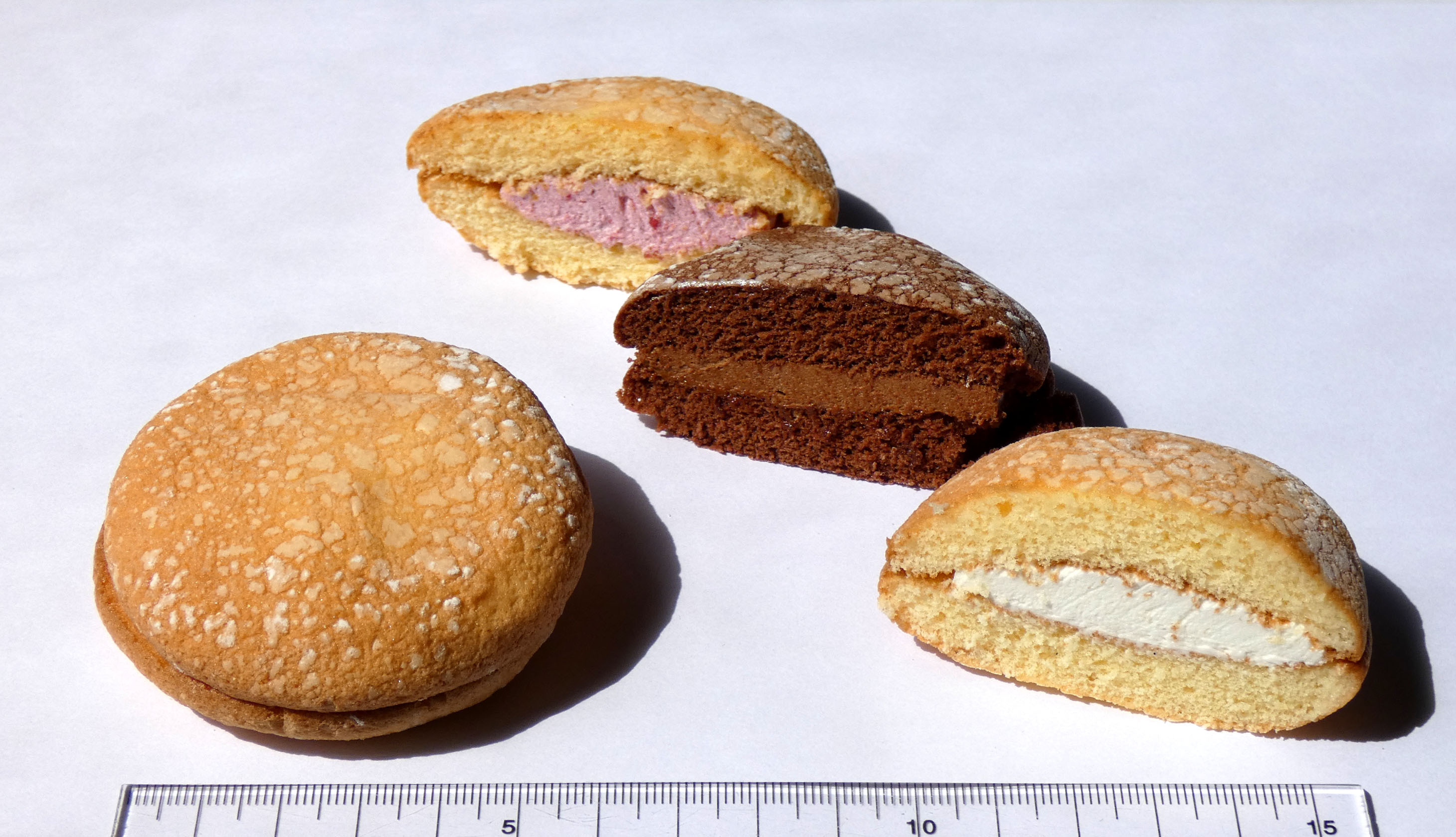

나보나(일본어: ナボナ)는 도쿄도 지유가오카의 과자 가게 가메야마네도가 판매 및 제조하고 있는 일본식 양과자이다. 이름의 유래는 이탈리아 로마에 있는 나보나 광장이라고 한다. 나보나는 소프트 카스텔라에 치즈 맛, 파인 맛, 커피 맛의 크림을 끼워 넣는다. 선물 상자에는 Navona。「Since 1963」라고 쓰여져 있다. 1963은 제조 시작년도인 1963년을 의미한다. 오 사다하루가 출연 한 "나보나는 과자의 홈런왕이다"라는 텔레비전 CM이 유명하고, 도쿄 부근 단골 선물로 알려져있다. 야구 박물관 왕정치 베이스볼 뮤지엄에서도 나보나가 판매되고 있다.